# 鲍勃·格尔多夫
罗伯特·弗雷德里克·氙·格尔多夫，KBE （1951年10月5日—），生于都柏林郡鄧萊里，同时具有爱尔兰和比利时血统。他一般被称为鲍勃·格尔多夫（Bob Geldof），是一个爱尔兰歌手，歌曲作家，演員和政治活动家，The Boomtown Rats乐队主唱。他最为人所知的是事情是组织了1985年的Live Aid慈善演唱会以及2005年的Live 8演唱会，及创作歌曲Do They Know It's Christmas?。此外，他也是1982年的音乐电影《迷牆》的主演。